# Ganzlin
Ganzlin es un municipio situado en el distrito de Ludwigslust-Parchim, en el estado federado de Mecklemburgo-Pomerania Occidental (Alemania), a una altura de 86 metros. Su población a finales de 2016 era de 1449 habs. y su densidad poblacional, 46 hab/km².

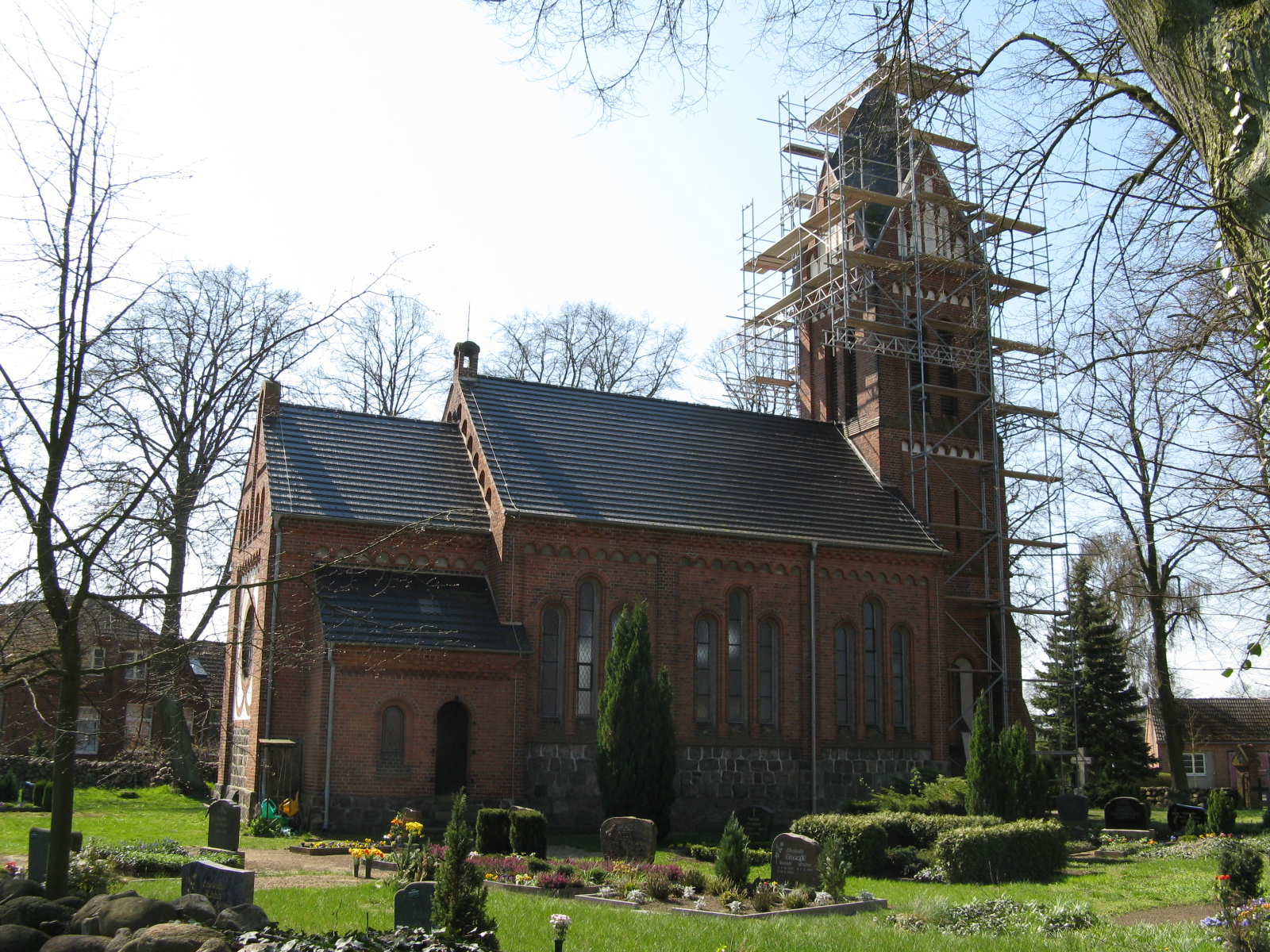
Iglesia de Ganzlin